# Tullia Gasparrini Leporace
Tullia Gasparrini Leporace (Cosenza, 20 settembre 1910 – Venezia, 29 agosto 1969) è stata una bibliotecaria italiana.

## Biografia
Laureata in lettere a La Sapienza nel 1933, inizia subito a lavorare prima alla Biblioteca Medicea Laurenziana di Firenze e poi alla Biblioteca Nazionale Centrale di Roma.
Nel 1942 diventò bibliotecario capo e fu direttrice della Biblioteca universitaria di Pavia (1942-1951) e poi della Biblioteca Nazionale Marciana di Venezia (1951-1969).
Ha insegnato all'Università di Padova: dal 1951 paleografia e diplomatica e poi, dal 1961, bibliografia e biblioteconomia.
Tra gli studi della Gasparrini Leporace, da segnalare la nuova edizione del libro Delle navigationi et viaggi del 1550 di Giovan Battista Ramusio dedicata ai viaggi del veneziano Alvise Cadamosto (chiamata il "Nuovo Ramusio"), e la stampa del Mappamondo di Fra Mauro, opera del frate camaldolese Fra Mauro risalente al 1450.
Morì a Venezia nel 1969.